# Dictyosperma album
Dictyosperma es un género monotípico de planta perteneciente a la familia  de las palmeras (Arecaceae). Su única especie: Dictyosperma album, es nativa de las Mascareñas. Es comúnmente llamado palmera princesa o palmera huracán, el último debido a su capacidad para soportar los vientos fuertes porque se desprende fácilmente de las hojas. Está estrechamente relacionada y se asemeja, al género Archontophoenix. 

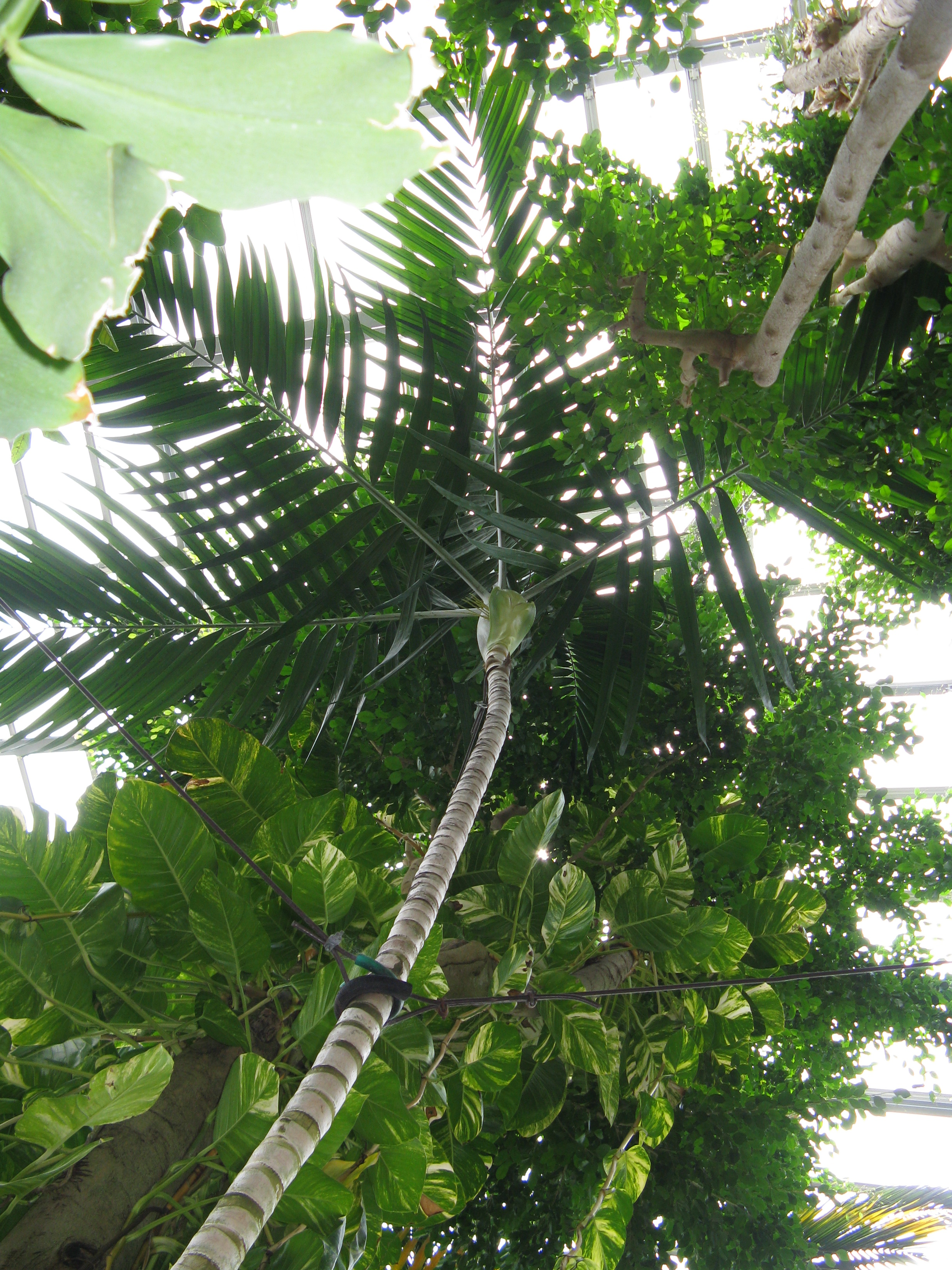
Detalle de tallo y hojas

## Descripción
Tiene troncos anillados solitarios que alcanza los 15 cm de diámetro con una ligera protuberancia en la base, en ocasiones alcanza hasta 12 m de altura. El capitel es de más de un metro de alto, hinchado en la base, y cubierto de cera blanca, que ha dado a la palma de su epíteto álbum y pequeños pelos enmarañados, marrón, produciendo una hoja redondeada de 4,5 m de ancho y 3 m de altura. Las hojas nacen en pecíolos cortos de 30 cm, de color verde oscuro en color, y se desprenden de los raquis en un solo plano.
En la floración, que producen en hasta seis inflorescencias que rodean el tronco por debajo del capitel, con flores de color blanco a amarillo, hermafroditas, ambas pistiladas y flores masculinas tienen tres sépalos y tres pétalos, siendo el primero más pequeño que el segundo. Las frutas ovoides maduran de color morado o negro, y contiene una semilla marrón, elipsoidal.

## Taxonomía
Dictyosperma album fue descrita por (Bory) H.Wendl. & Drude ex-Scheff. y publicado en Annales du Jardin Botanique de Buitenzorg 1: 157. 1876.
Etimología
Dictyosperma: nombre genérico compuesto por las palabras diktyon = "red"  y sperma = "semilla", en referencia a las ramas del tipo de red en la superficie de la semilla.
album: epíteto latino que significa "blanco".
Variedades
- Dictyosperma album var. album
- Dictyosperma album var. aureum Balf.f. in J.G.Baker (1877)
- Dictyosperma album var. conjugatum H.E.Moore & J.Guého (1980).

Sinonimia
- Areca alba Bory (1804). basónimo
- Linoma alba (Bory) O.F.Cook (1917).[2]

var. album
- Areca borbonica Kunth
- Areca furfuracea H.Wendl.
- Areca lactea Miq.
- Areca pisifera Lodd. ex Hook.f.
- Areca propia Miq.
- Areca rubra H.Wendl.
- Dictyosperma furfuraceum H.Wendl. & Drude
- Dictyosperma rubrum H.Wendl. & Drude
- Sublimia palmicaulis Comm. ex Mart.

var. aureum Balf.f.
- Areca aurea Van Houtte
- Dictyosperma aureum (Balf.f.) G.Nicholson
- Dictyosperma aureum (hort.) H. Wendl. & Drude